# Benjamin Barber
Benjamin Barber (Ciutat de Nova York, 2 d'agost de 1939 - Ciutat de Nova York, 24 d'abril de 2017) fou un politòleg estatunidenc, molt conegut pels seu llibres de Jihad vs. McWorld (1996) i If Mayors Ruled the World (2013). Treballà com a investigador al Center of Philanthropy and Civil Society de la Universitat de Nova York.

## Publicacions
- Superman and Common Men: Freedom, Anarchy and the Revolution (1971)
- The Death of Communal Liberty: A History of Freedom in a Swiss Mountain Canton (1974)
- Liberating Feminism (1976)
- Marriage Voices (novel·la del 1981)
- Strong Democracy: Participatory Politics for a New Age (1984)
- The Conquest of Politics: Liberal Philosophy in Democratic Times (1988)
- An Aristocracy of Everyone: The Politics Of Education and the Future of America (1992)
- America Skips School (1993) aparegut a Harper's Magazine
- Jihad vs. McWorld: How Globalism and Tribalism Are Reshaping the World (1996)
- A Place for Us: How to Make Society Civil and Democracy Strong (1998)
- A Passion for Democracy: American Essays (2000)
- The Truth of Power: Intellectual Affairs in the Clinton White House (2001)
- Fear's Empire: War, Terrorism, and Democracy in an Age of Interdependence (2003)
- Strong Democracy: Participatory Politics for a New Age (Twentieth Anniversary Revision 2004)
- Schwächt oder stärkt E-Technologie die Demokratie?, a: Robertson-von Trotha, Caroline Y. (ed.): Kultur und Gerechtigkeit (= Kulturwissenschaft interdisziplinär/Interdisciplinary Studies en Culture and Society, Vol. 2), Baden-Baden (2007)
- Consumed: How Markets Corrupt Children, Infantilize Adults, and Swallow Citizens Whole (2007)
- If Mayors Ruled the World: Dysfunctional Nations, Rising Cities (October 2013)[4]